# Charalambos Kyriakides
Charalambos Kyriakides (en griego: Χαράλαμπος Κυριακίδης; Pafos, 30 de noviembre de 1998) es un futbolista chipriota que juega en la demarcación de portero para el A. C. Omonia de la Primera División de Chipre.

## Selección nacional
Tras jugar con la selección de fútbol sub-21 de Chipre, finalmente debutó con la selección absoluta el 5 de septiembre de 2020. Lo hizo en un partido de la Liga de las Naciones de la UEFA contra Montenegro que finalizó con un resultado de 0-2 a favor del combinado montenegrino tras un doblete de Stevan Jovetić.

## Clubes
| Club                      | País   | Año       | Partidos | Goles |
| ------------------------- | ------ | --------- | -------- | ----- |
| Pafos FC                  | Chipre | 2015-2018 | 3        | 0     |
| Aris de Limassol          | Chipre | 2018-2019 | 2        | 0     |
| A. C. Omonia              | Chipre | 2019-2022 | 7        | 0     |
| Omonia Aradippou (cedido) | Chipre | 2022-2023 | 11       | 0     |
| A. C. Omonia              | Chipre | 2023-     | 0        | 0     |

## Palmarés

### Títulos nacionales
| Título                     | Club         | País   | Año  |
| -------------------------- | ------------ | ------ | ---- |
| Primera División de Chipre | A. C. Omonia | Chipre | 2021 |
| Supercopa de Chipre        | A. C. Omonia | Chipre | 2021 |
| Copa de Chipre             | A. C. Omonia | Chipre | 2022 |
| Copa de Chipre             | A. C. Omonia | Chipre | 2023 |